# Koumogo
Koumogo  è un comune del Ciad situato nel dipartimento di Barh Köh, provincia di Moyen-Chari.